# Stražbenica (Chorwacja)
Stražbenica – wieś w Chorwacji, w żupanii sisacko-moslawińskiej, w mieście Petrinja. W 2011 roku liczyła 9 mieszkańców.